# Hiro Takahashi
Hiro Takahashi (高橋 ひろ Takahashi Hiro?, n. 10 august 1964, Tokio, Japonia – d. 4 noiembrie 2005, Tokio, Japonia), născut Hiroyuki Takahashi (高橋 裕幸 Takahashi Hiroyuki?) a fost un cântăreț, compozitor și textier japonez, fost instrumentist al trupei TULIP.

## Biografie
Hiroyuki Takahashi s-a născut în Tokio, Japonia, pe 10 august 1964, având grupa de sânge B. El a menționat în emisiunea Hey! Hey! Hey! Music Champ, că la vârsta de 11 ani, a scris două melodii: Inima unei femei și Orașul din nord.
În 1984, Hiro și-a început cariera, intrând în trupa Popsicle. Trei ani mai târziu, după ce Kazuo Zaitsu i-a recunoscut talentul, l-a cooptat în trupa Tulip, unde și-a început cariera muzicală profesionistă, scriind mai multe hituri. Până în 1989, când trupa s-a destrămat, a cântat în trei albume, printre care PRIMARY COLOR și Well. El cânta la clape, percuții, saxofon și era solist vocal.
După ce TULIP s-a destrămat, el a reînființat Popsicle, cu care a scos un album indie, pe lângă asta, lucrând la melodii pentru reclame. În 1992, a desființat trupa, și începuse să compună melodii pentru alți artiști. Deoarece scotea cântece pe bandă rulantă, a fost supranumit Mr. Melody Factory.
În anul următor, el a debutat ca un artist solo. După aceea, a început să devină mai cunoscut cu melodiile Unbalance na Kiss wo Shite și Taiyō ga Mata Kagayaku Toki, ce au ajuns melodii de încheiere pentru seria anime Yu Yu Hakusho. După dizolvarea casei de discuri Media Remoras, el și-a redus activitatea solo, axându-se mai mult pe compunerea de melodii pentru serii anime (Bottle Fairy, Digimon), concerte, televiziune și radio. Jingle-urile compuse de el pentru emisiunea Nippon Hoso Show Up Nighta au fost folosite din 2005 până în 2008.
În anul 2002, înființează casa de discuri TT Label, unde lansează 2 albume și 3 single-uri.
Suferind aproape jumătate din viață, moare la 4 noiembrie 2005, din cauza unei tumori retroperitoneale. După moartea sa, SHIZUNAI ～Boku no Sukina Fūkei～, un cântec dedicat priveliștilor lui favorite, a devenit melodia oficială a orașului Shizunai (acum Shinhidaka), fiind de asemenea lansat și ca single în 2006.

## Discografie

### Albume

#### Cu Popsicle[3]
- Popsicle (9 decembrie 1990)
- Here Comes The Popsicle Man ! (21 aprilie 1997)

#### Solo
- Kimi ja Nakerya Iminaine (君じゃなけりゃ意味ないね) (19 noiembrie 1993)
- Welcome to Popsicle Channel (18 noiembrie 1994)
- new horizon (17 noiembrie 1995)
- Great Big Kiss (11 noiembrie 2000)
- From future present (martie 2007)[4]
- Takahashi Hiro Best Collection (15 martie 2010 - PCCS.00091)[5]

### Single-uri
- Itsumo Jōkigen (いつも上機嫌) (19 noiembrie 1993)
- Unbalance na Kiss wo Shite (アンバランスなKissをして) (17 decembrie 1993)
- Kimi ja Nakerya Imi ga Naine (君じゃなけりゃ意味がないね) (18 februarie 1994)
- Taiyō ga Mata Kagayaku Toki (太陽がまた輝くとき) (17 iunie 1994)
- Kuchibiru ga Hodokenai (くちびるがほどけない) (21 iunie 1995)
- Shiawase no Pilot (しあわせのパイロット) (1 noiembrie 1995)
- Soda Fountain (1 octombrie 1998)
- Nazenani Kimi no Daizukan (なぜなに君の大図鑑) (23 martie 2002)
- Karei Naru One Step (華麗なるone step) (16 septembrie 2002)
- Hohoemi no Bakudan (微笑みの爆弾) (artist: Matsuko Mawatari)/Unbalance na Kiss o shite/Taiyō Ga Mata Kagayaku Toki (1 iunie 2005) - versiune re-înregistrată
- SHIZUNAI ～Boku no Sukina Fūkei～ 
(SHIZUNAI～僕の好きな風景～) (1 octombrie 2006)
- Kirari Kimi to Nami～Story of 80's～ 
(キラリ君と波～Story of 80's～) (3 martie 2007)